# غريتا سالومي ستيفونتوتير
غريتا سالومي ستيفونتوتير ((بالإنجليزية: Greta Salóme Stefánsdóttir)‏، مزدادة في 11 نوفمبر 1986) هي مغنية، كاتبة أغاني وعازفة كمان آيسلندية في أوركسترا السمفونية الآيسلندية، كما مثلت آيسلندا في مسابقة الأغنية الأوروبية 2012 التي أقيمت في باكو عاصمة أذربيجان. حيث شاركت بأغنية «لا تنس» (بالإنجليزية: Never Forget)‏ بمشاركة جونسي.. وقد وصلت إلى نصف النهائي وحققت المركز 20 برصيد 46 نقطة، وشاركت مرة أخرى في مسابقة الأغنية الأوروبية 2016 بأغنيتها «اسمع كلامهم» (بالإنجليزية: Hear Them Calling)‏ لكنها لم تتمكن من التأهل إلى مرحلة متقدمة.

## الموهبة
أصدرت غريتا أول ألبوماتها باسم «في الهدوء» (بالإنجليزية: In The Silence)‏ في 16 نوفمبر 2012، وقد شملت الألبوم أغيتها في مسابقة الأغنية الأوروبية «لا تنس» بنسختين إنجليزية وآيسلندية. وفي أغسطس 2012 أصدرت أغنية «كل شيء حولي» التي كان من المقرر أن تغنيها ضمن المسابقة. لكنها قررت غناء «اسمع كلامهم» في نسختها الآيسلندية.
بدأت في تسجيل أغاني ألبومها الثاني منذ مطلع 2017، وفي 2018 كانت ضمن المرشحين لتمثيل المملكة المتحدة في مسابقة الأغنية الأوروبية لكنها لم توفق.

## ديسكوغرافيا

### الألبومات
| العنوان                  | التفاصيل                                                                            |
| ------------------------ | ----------------------------------------------------------------------------------- |
| في الهدوء In the Silence | - الإصدار: 16 نوفمبر 2012 - المنتج: Hands Up Music - الصيغة: محتوى قابل للتحميل، CD |

### الأغاني
| العنوان                                | السنة | المراكز | المراكز | الألبوم     |
| العنوان                                | السنة | آيسلندا | [ 7 ]   | الألبوم     |
| -------------------------------------- | ----- | ------- | ------- | ----------- |
| "لا تنس" "Never Forget"                | 2012  | 2       | 30      | في الهدوء   |
| "Fleyið"                               | 2015  | —       | —       | سيُعلن لاحقاً |
| "اسع كلامهم (بالآيسلندية)" "Raddirnar" | 2016  | 3       | —       | سيُعلن لاحقاً |
| "اسع كلامهم" "Hear Them Calling"       | 2016  | 1       | —       | سيُعلن لاحقاً |
| "صَفّ" "Row"                             | 2016  | —       | —       | سيُعلن لاحقاً |
| نعمل متأخرين "Running Out of Time"     | 2016  | —       | —       | سيُعلن لاحقاً |
| "بلوزي" "My Blues"                     | 2017  | 4       | —       | سيُعلن لاحقاً |
| "حريق الغابة" "Wildfire"               | 2018  | 9       | —       |             |